# Бергер, Эрна
Эрна Бергер (нем. Erna Berger; 19 октября 1900, Дрезден — 14 июня 1990, Эссен) — немецкая оперная и камерная певица (колоратурное сопрано). Почётное звание «каммерзенгерин».

## Биография
Родилась под Дрезденом в семье железнодорожного инженера. После Первой мировой войны семья эмигрировала в Южную Америку, где Эрна Бергер некоторое время работала учительницей. В начале двадцатых годов она вернулась в Германию, где по совету известной певицы Элизабет Ретберг стала брать уроки пения. Во время учёбы она зарабатывала себе на жизнь пением в хоре.
В 1925 году стала членом труппы Дрезденской оперы. 6 ноября 1928 года она участвовала в премьере оперы Рихарда Штрауса «Елена Египетская» в Дрездене. Также принимала участие в некоторых других премьерах.
В 1934 году Вильгельм Фуртвенглер пригласил певицу в Берлинскую государственную оперу, где она имела большой успех, исполняя партии для колоратурного и лирического сопрано. Особенную склонность имела Бергер к Моцарту: роли Констанцы в «Похищении из сераля», Царицы ночи в «Волшебной флейте», Церлины в «Дон Жуане» относят к её высочайшим достижениям. В 1946 году она участвовала в немецкой премьере оперы Римского-Корсакова «Садко». В 1944 г. как один из наиболее значительных деятелей искусства Третьего рейха была внесёна в Gottbegnadeten-Liste.
Бергер гастролировала в ведущих немецких и мировых театрах. В сезоне 1949—1950 годов она выступала в Метрополитен-Опера в Нью-Йорке, где привлекла к себе внимание исполнением партии Джильды в «Риголетто» Джузеппе Верди. Также выступала в Италии, Норвегии, Франции, Австралии, Японии и других странах. Участвовала в Зальцбургском фестивале.
Эрна Бергер была также признанной исполнительницей произведений песенного и ораториального жанра.
В 1953 году была удостоена ордена «За заслуги перед Федеративной Республикой Германия», в 1954 — Берлинской премии за заслуги в искусстве. Оперные выступления певица прекратила в 1955 году, концертную деятельность — в 1968 году.
В 1959—1971 годах была профессором Гамбургской высшей школы музыки и театра.
Пение Эрны Бергер отличалось хорошей техникой, но вместе с тем большой естественностью и обаянием. Она очень надолго сумела сохранить свежесть своего голоса и теплоту звучания, необычную для таких высоких голосов.